# Guindamaina
Guindamaina es voz con que se significa la señal de amistad que se dan dos buques en la mar, arriando e izando repetidas veces sus banderas o las velas altas. 
Está compuesta de los imperativos o bien de las terceras personas del presente de los verbos guindar y amainar. Terreros dice solamente: lo mismo que alzar y bajar las velas y en el Vocabulario impreso de Gamboa se encuentra agregada esta voz de manuscrito con la definición: izar y arriar. 
Sin embargo, en Real cédula expedida el año 1579 se previene que:

el bajel que no llevase artillería para hacer señal con tiros al descubrir el castillo del Morro de la Habana, hiciese guindamaina con la vela de gavia, una vez al descubrir la fortaleza, y otra al emparejar con ella